# BMP9
La proteïna morfogenètica d'os 9 (BMP9 per les sigles en anglès) també conegut com a factor de diferenciació del creixement 2 (GDF2 per les sigles en anglès) és una proteïna que en els éssers humans és codificat pel gen GDF2. Aquesta proteïna pertany a la superfamília dels factors de creixement transformant beta (TGF-β).

## Estructura
BMP9 conté un prodomini característic de la família TGF-β a la regió C-terminal. A més BMP9 és secretat com a procomplex, és a dir que patirà alguna modificació abans de poder ser funcional.

## Funció
BMP9 té diverses funcions relacionades amb la formació de neurones colinèrgiques però les dues funcions més àmpliament descrites es troben en la regulació del teixit ossi i en l'endoteli.
BMP9 és un dels més potents BMPs per induir la formació ortotòpica de l'os in vivo, especialment en la diferenciació dels osteoblasts. De fet BMP3, antagonista molt potent de la resta de BMPs sembla no afectar la senyalització de BMP9 en os.
L'any 2007 es va descriure que el receptor ALK1, expressat només en endoteli, estava activat principalment per BMP9, i en menor mesura per BMP10. De totes maneres, ALK1 necessita a endoglina, un correceptor de la familia de TGF-β, per poder unir-se a BMP9 i senyalitzar correctament.
S'ha demostrat que BMP9 té un rol madurador i antiproliferatiu sobre l'endoteli. Mutacions en ALK1 o endoglina provoquen l'aparició de la síndrome de Rendu-Osler-Weber, també conegut com a telangiectasi hemorràgica hereditària. Aquesta és una malaltia minoritària que consisteix en la mala maduració dels vasos sanguinis i en la formació de malformacions arteriovenoses en mucoses, fetge i pulmons.

## Senyalització
Com altres BMPs, a l'unir-se al seu receptor BMP9 promou la fosforilació de R-Smads, concretament el 1, el 5 i el 8. En alguns casos s'ha descrit que en alguns tipus d'endoteli podria activar els R-Smads 2 i 3, però s'hipotetitza que pugui fer-ho al unir-se amb altres receptors de la familia de TGF-β.
Altrament, també s'han descrit vies de senyalització no canòniques, tot i que encara no estan ben estudiades. Hi ha evidències que BMP9 podria activar a JNK en la diferenciació osteoclàstica. A més en endoteli s'ha vist com pot regular les vies de p38 i d'ERK, que modulen l'activitat dels Smad.